# NGC 2324
NGC 2324 (również OCL 542) – gromada otwarta znajdująca się w gwiazdozbiorze Jednorożca. Została odkryta 27 grudnia 1786 roku przez Williama Herschela. Jest położona w odległości ok. 12,4 tys. lat świetlnych od Słońca.